# Armoriale dei comuni del Passo di Calais (D-H)
Questa pagina contiene gli stemmi dei comuni del Pas-de-Calais i cui nomi vanno da D a H.
- Armoriale dei comuni del dipartimento 62 - Pas-de-Calais (A-C)
- Armoriale dei comuni del dipartimento 62 - Pas-de-Calais (D-H)
- Armoriale dei comuni del dipartimento 62 - Pas-de-Calais (I-P)
- Armoriale dei comuni del dipartimento 62 - Pas-de-Calais (Q-Z)

## D

### Da - Dm
| Stemma | Nome del comune e blasonatura |
| ------ | --- |
|        | Dainville d'azur à la fasce d'argent chargée de trois coquilles de gueules.. (d'azzurro, alla fascia d'argento caricata di tre conchiglie di rosso) |
|        | Dannes écartelé : au 1) et 4) de gueules à la cloche d'or, au 2) et 3) d'azur à la barre d'or. (inquartato: nel 1º e 4º di rosso, alla campana d'oro; nel 2º e 3º d'azzurro, alla sbarra d'oro) |
|        | Delettes d’argent aux trois cloches de gueules. (d'argento, a tre campane di rosso) |
|        | Denier d’argent chapé d’azur chargé de deux écussons d’or. (d'argento, mantellato d'azzurro caricato di due scudetti d'oro) |
|        | Dennebrœucq d’argent aux trois chevrons de gueules, au comble ondé d’azur. (d'argento, a tre scaglioni di rosso; al colmo ondato d'azzurro) |
|        | Desvres d’or au château de deux tours couvertes de sable, ouvert, ajouré et maçonné d’argent, surmonté d’un gonfanon de gueules frangé de sinople et accompagné de trois fleurs de lys d’azur. (d'oro, al castello di due torri coperte di nero, aperto, finestrato e murato d'argento, sormontato da un gonfalone di rosso frangiato di verde, e accompagnato da tre gigli d'azzurro) |
|        | Diéval écartelé : au 1) et 4) d’azur aux trois dragons d’or, au 2) et 3) d’or aux trois lionceaux naissants de gueules, armé et lampassés d’argent. (inquartato: nel 1º e 4º d'azzurro, a tre draghi d'oro; nel 2º e 3º d'oro, a tre lioncelli nascenti di rosso, armati e lampassati d'argento)                                                                                       |
|        | Divion de gueules au lion d’argent. (di rosso, al leone d'argento) |

### Dn - Dz
| Stemma | Nome del comune e blasonatura |
| ------ | --- |
|        | Dohem parti : de gueules au lion d’argent, armé et lampassé d’or, soutentant de sa patte dextre un cœur du même, au second de sable à Saint Omer bénissant de carnation, mitré, vêtu et crossé d’argent. (partito: nel 1º di rosso, al leone d'argento, armato e lampassato d'oro, sostenente con la zampa destra un cuore dello stesso; nel 2º di nero, al sant'Omero benedicente di carnagione, mitrato, vestito e con pastorale d'argento) |
|        | Douchy-lès-Ayette burelé d’argent et d’azur de dix pièces aux deux bars adossés d’or brochant sur le tout. (burellato d'argento e d'azzurro di dieci pezzi, a due barbi addossati d'oro attraversanti) |
|        | Doudeauville d’azur au pont de trois arches d’argent, maçonné de sable, sur des ondes aussi d’argent mouvant en pointe, sommé d’un buste de carnation, couronné d’or, vêtu aussi de sable, surmonté de sept étoiles aussi d’or ordonnées en voute. (d'azzurro, al ponte di tre archi d'argento, murato di nero, su onde pure d'argento moventi dalla punta, cimato da un busto di carnagione, coronato d'oro, vestito pure di nero, sormontato da sette stelle pure d'oro ordinate in volta) |
|        | Dourges de sinople à la fasce d’hermine accompagnée de trois gerbe de blé d’or. (di verde, alla fascia d'armellino, accompagnata da tre covoni di grano d'oro) |
|        | Douriez d’argent aux trois fleurs de lys au pied nourri de gueules. (d'argento, a tre gigli dal piè nodrito di rosso) |
|        | Douvrin d’or au chef de gueules chargé d’un lion léopardé d’argent. (d'oro, al capo di rosso caricato di un leone illeopardito d'argento) |
|        | Drocourt de gueules à l’épi de blé d’or posé en barre, accompagné en chef d’une colombe d’argent volant et tenant dans son bec un rameau du même et en pointe de quatre chevalement de mine cousus d’azur. (di rosso, alla spiga di grano d'oro posta in sbarra, accompagnata in capo da una colomba d'argento volante e tenente col becco un ramo dello stesso, e in punta da quattro castelletti di estrazione cuciti d'azzurro) |
|        | Drouvin-le-Marais fascé d’or et d’azur de huit pièces, à la bande d’argent brochant sur le tout. (fasciato d'oro e d'azzurro di otto pezzi, alla banda d'argento attraversante) |
|        | Duisans d’azur aux trois coquilles d’or surmontées à dextre d’une roue de moulin du même et à senestre d’une étoile d’argent ; sur le tout d’azur semé de fleurs de lys d’or, à la bande de gueules chargé de trois lionceaux d’argent posés à plomb brochant sur le tout, à la bordure aussi de gueules. (d'azzurro, a tre conchiglie d'oro sormontate a destra da una ruota da mulino dello stesso e a sinistra da una stella d'argento; sul tutto d'azzurro seminato di gigli d'oro, alla banda di rosso caricata di tre lioncelli d'argento posti a piombo attraversante, alla bordura pure di rosso< m,) |
|        | Dury d’or aux trois trèfles de sinople. (d'oro, a tre trifogli di verde) |

## E

### Ea - Ep
| Stemma | Nome del comune e blasonatura |
| ------ | --- |
|        | Echinghen d’or à la fasce d’azur accompagnée de trois roses de gueules. (d'oro, alla fascia d'azzurro accompagnata da tre rose di rosso) |
|        | Éclimeux écartelé : au 1) de gueules au chevron d’argent chargé de cinq moucheture d’hermine de sable, au 2) de gueules à la fasce d’argent accompagnée de trois losanges d’or, au 3) fascé d’or et de sable de 6 pièces, au 4) d’or à la fleurs de lys de gueules. (inquartato: nel 1º di rosso, allo scaglione d'argento caricato di cinque moscature d'armellino di nero; nel 2º di rosso, alla fascia d'argento accompagnata da tre losanghe d'oro; nel 3º fasciato d'oro e di nero; nel 4º d'oro, al giglio di rosso) |
|        | Écoivres d’or au pal d’azur chargé d’un annelet d’argent. (d'oro, al palo d'azzurro caricato di un anelletto d'argento) |
|        | Écourt-Saint-Quentin parti : au 1) de gueules au buste de Saint Quentin d’argent ayant les épaules percées chacune d’un clou du même, au 2) d’or à l’escarboucle fleurdelysée de sable percée de gueules. (partito: nel 1º di rosso, al busto di San Quintino d'argento, con le spalle trafitte ognuna da un chiodo dello stesso; nel 2º d'oro, al raggio di carbonchio gigliato di nero, forato di rosso) |
|        | Écoust-Saint-Mein d’azur aux trois mains dextre appaumées d’argent, à la filières d’or. (d'azzurro, a tre mani destre appalmate d'argento, alla filiera d'oro) |
|        | Ecquedecques d’or au sautoir de gueules, à la tête de paon contournée de sinople brochant sur le tout. (d'oro, alla croce di Sant'Andrea di rosso, alla testa di pavone rivoltata di verde attraversante sul tutto) |
|        | Ecques Coupé au 1) d’azur au soleil d’or mouvant du canton senestre du chef, au 2) de sinople à l’épi de blé feuillé d’or posé en bande ; à la divise du même brochant sur la partition chargée d’une église du même issant d’un trait courbé vers le chef, le clocher brochant sur l’azur ; le tout enfermé par une bordure d’or chargée de dix feuilles de chêne de sinople, deux affrontées en chef, trois montantes aux flancs et deux adossées en pointe. (troncato: nel 1º d'azzurro, al sole d'oro movente dal cantone sinistro del capo; nel 2º di verde, alla spiga di grano fogliata d'oro posta in banda; alla divisa dello stesso attraversante sulla partizione, caricata di una chiesa dello stesso uscente da una linea curvata verso il capo, col campanile attraversante sull'azzurro; il tutto racchiuso da una bordura d'oro, caricata di dieci foglie di quercia di verde, due affrontate in capo, tre montanti su ciascun fianco e due addossate in punta) |
|        | Écuires d’azur semé de fleurs de lys d’or, à l’écusson d’argent chargé d’une grange de gueules brochant sur le tout. (d'azzurro seminato di gigli d'oro, allo scudetto d'argento caricato di un fienile di rosso) |
|        | Écurie de sinople, au chef d’argent chargé de trois gouttes de sang de gueules. (di verde, al capo d'argento caricato di tre gocce di sangue di rosso) |
|        | Éleu-dit-Leauwette tranché : au 1) de gueules aux deux pics passés en sautoir et à la lampe brochante sommée d’un casque de mineur, le tout d’or, au 2) coupé ondé au I de gueules à la gerbe d’or et au II d’or aux trois burelles d’azur ; à la cotice d’or brochant sur la partition. (trinciato: nel 1º di rosso, a due picconi passati in decusse, alla lampada attraversante cimata da un casco da minatore, il tutto d'oro; nel 2º troncato ondato: in I di rosso, al covone d'oro e in II d'oro, a tre burelle ondate d'azzurro; alla cotissa d'oro attraversante sulla partizione) |
|        | Elnes écartelé : Au 1) et 4) d’argent au lion de sable, à la bordure de gueules, au 2) et 3) contre écartelé d’or et de sable. (inquartato: nel 1º e 4º d'argento, al leone di nero; alla bordura di rosso; nel 2º e 3º controinquartato d'oro e di nero) |
|        | Embry d’argent au chevron de gueules accompagné de trois doloires du même. (d'argento, allo scaglione di rosso accompagnato da tre doloire) |
|        | Enguinegatte de gueules au chevron d'hermine, au chef d'argent chargé d'un lion issant de gueules (di rosso, allo scaglione d'armellino; al capo d'argento caricato di un leone nascente di rosso) |
|        | Enquin-les-Mines de sinople à la bande fuselée d’argent. (di verde, alla banda di fusi d'argento) |
|        | Enquin-sur-Baillons d’azur à une truite courbé d’or contournée en barre, hameçonnée du même. (d'azzurro, alla trota incurvata d'oro rivoltata in sbarra, agganciata all'amo dello stesso) |
|        | Éperlecques écartelé : au 1) et 4) d’azur aux trois barres d’or, au franc-quartier senestre billeté d’or et d’argent, au 2) et 3) d’argent aux trois étoiles d’azur. (inquartato: nel 1º e 4º d'azzurro, a tre sbarre d'oro, al quartier franco a sinistra, bigliettato d'oro e d'argento; nel 2º e 3º d'argento, a tre stelle d'azzurro) |
|        | Épinoy d’or aux trois lionceaux naissants de gueules, armés et lampassés d’argent, au chef d’hermine chargé d’un croissant de sable. (d'oro, a tre lioncelli nascenti di rosso, armati e lampassati d'argento; al capo d'armellino, caricato di un crescente di nero) |
|        | Eps D'argent à l'aigle bicéphale de sable, becquée, lampassée et armée de gueules. (d'argento, all'aquila bicipite di nero, rostrata, linguata e armata di rosso) |

### Eq - Ez
| Stemma | Nome del comune e blasonatura |
| ------ | --- |
|        | Équihen-Plage de pourpre aux deux bars adossés de sinople, écaillés d’azur, accompagnés, en pointe d’une croix de guerre d’or, au chef d’argent, chargé d’une jumelle ondée alésée d’azur. (di porpora, a due barbi addossati di verde, squamosi d'azzurro, accompagnati in punta da una croce di guerra d'oro; al capo d'argento, caricato di una gemella ondata scorciata d'azzurro)                     |
|        | Équirre d’argent au léopard de sinople, armé et lampassé de gueules, passant sur une terrasse aussi de sinople. (d'argento, al leopardo di verde, armato e lampassato di rosso, passante su un terrazzo pure di verde) |
|        | Ergny d’argent aux trois écussons de gueules. (d'argento, a tre scudetti di rosso) |
|        | Érin écartelé : au 1) et au 4) d’argent aux trois fasces de gueules, au 2) et 3) d’argent aux trois doloires de gueules rangées en bande ; sur le tout d’or au créquier arraché de gueules. (inquartato: nel 1º e 4º d'argento, a tre fasce di rosso; nel 2º e 3º d'argento, a tre doloire di rosso ordinate in banda; sul tutto d'oro, al vepre sradicato di rosso)                                       |
|        | Erny-Saint-Julien de gueules au chevron d’hermine accompagné de trois molettes de cinq rais d’argent. (di rosso, allo scaglione d'armellino, accompagnato da tre rotelle di sperone a cinque raggi d'argento) |
|        | Ervillers d’or à la fasce d’azur de trois chiens braques assis d’argent, accompagnée de six fermaux cousus du même, ordonnés trois en chef et trois en pointe. (d'oro, alla fascia d'azzurro, caricata di tre bracchi seduti d'argento, accompagnata da sei fibbie saldate dello stesso, ordinate tre in capo e tre in punta)                                                                              |
|        | Escalles d’argent au sautoir de gueules chargé en cœur d’un tourteau cousu d’azur, soutenu d’une ombre d’étoile. (d'argento, alla croce di Sant'Andrea di rosso, caricata in cuore da una torta cucita d'azzurro, sostenuta da un'ombra di stella) |
|        | Escœuilles d’or à l’aigle bicéphale de sable. (d'oro, all'aquila bicipite di nero) |
|        | Esquerdes de gueules aux trois chevron d’or. (di rosso, a tre scaglioni d'oro) |
|        | Essars d’azur au chef d’argent chargé de trois arbres arrachés de sinople. (d'azzurro, al capo d'argento caricato di tre alberi sradicati di verde) |
|        | Estevelles d’azur aux trois gerbes de blé d’or. (d'azzurro, a tre covoni di grano d'oro) |
|        | Estrée de gueules à l’aigle d’argent, becquée et membrée d’or. (di rosso, all'aquila d'argento, rostrata e membrata d'oro) |
|        | Estrée-Cauchy d’argent fretté de douze pièces de sable, au chef soudé d’or chargé de trois merlettes aussi de sable. (d'argento, cancellato di dodici pezzi di nero; al capo saldato d'oro, caricato di tre merlotti pure di nero) Formula: 06:CNC:ARG/NIG/12+(PO:CHE:AUR+3MRLA:NIG/ORBAR) |
|        | Estrée-Wamin de sinople à la bande d’argent chargée d’une croisette ancrée de gueules posée à plomb. (di verde, alla banda d'argento, caricata di una crocetta ancorata di rosso posta a piombo) |
|        | Estréelles d’hermine a un temple de gueules, ouvert et ajouré de sable (temple réformée). (d'armellino, a un tempio di rosso, aperto e finestrato di nero (tempio riformato)) |
|        | Étaing d’azur aux trois fleurs de lys d’argent, au franc-canton de gueules chargé d’un lion d’or et d’une bordure du même ; le tout enfermé par une bordure d’or. (d'azzurro, a tre gigli d'argento, al canton franco di rosso caricato di un leone d'oro con una bordura dello stesso; il tutto racchiuso da una bordura d'oro)                                                                           |
|        | Étaples de gueules aux trois coquilles d’or. (di rosso, a tre conchiglie d'oro) |
|        | Éterpigny d’argent à l’arbre arraché de sinople, au chef du même. (d'argento, all'albero sradicato di verde; al capo dello stesso) |
|        | Étrun parti : au 1) parti émanché de sable et d’or, au 2) d’azur à la crosse contournée d’or, tenu par un dextrochère de carnation mouvant de l’émanché brochant sur le parti principal. (partito: nel 1º partito inchiavato di nero e d'oro; nel 2º d'azzurro, al pastorale rivoltato d'oro, tenuto da un destrocherio di carnagione uscente dall'inchiavato e attraversante sulla partizione principale) |
|        | Évin-Malmaison d’azur semé de fleurs de lys d’or, au cerf d’argent brochant sur le tout, à la champagne ondée du même chargé d’une lampe de mineur de gueules. (d'azzurro seminato di gigli d'oro, al cervo d'argento attraversante, alla campagna ondata dello stesso, caricata da una lampada da minatore di rosso)                                                                                      |

## F

### Fa - Fj
| Stemma | Nome del comune e blasonatura |
| ------ | --- |
|        | Famechon D'or aux deux fasces d’azur accompagnées de neuf merlettes de gueules ordonnées 5.3.1. (d'oro, a due fasce d'azzurro, caricate di nove merlotti di rosso ordinati 5, 3, 1) |
|        | Fampoux Écartelé au 1) d'argent au sautoir de sable, au franc-canton de gueules, au 2) d'azur semé de fleurs de lys d’or au lambel de gueules en chef, au 3) d’azur aux trois fleurs de lys d’or au 4) de gueules à la bande d’or. (inquartato: nel 1º d'argento, alla croce di Sant'Andrea di nero, al canton franco di rosso; nel 2º d'azzurro seminato di gigli d'oro, al lambello di rosso posto in capo; nel 3º d'azzurro, a tre gigli d'oro; nel 4º di rosso, alla banda d'oro) |
|        | Farbus Parti : au 1) d’hermine au chef de gueules, au second coupé au I d’argent à la feuille d’érable de gueules et au II de sinople au bâton de pèlerin d’or posé en barre. (partito: nel 1º d'armellino, al capo di rosso; nel 2º troncato: in I d'argento alla foglia d'acero di rosso e in II di verde al bastone da pellegrino posto in sbarra) |
|        | Fauquembergues D'azur à la fasce d’or. (d'azzurro, alla fascia d'oro) Formula: 01:AZU+PO:BAR:AUR |
|        | Favreuil D'or aux trois lionceaux naissants de gueules, armé et lampassés d’argent, à la bordure engrêlée aussi de gueules. (d'oro, a tre lioncelli nascenti di rosso, armati e lampassati d'argento; alla bordura spinata pure di rosso) |
|        | Febvin-Palfart De sinople à un fer à cheval d'argent clouté de onze pièces de gueules encadrant une fève d'or, à la bordure du même chargée de onze tourteaux du champ (di verde, al ferro da cavallo d'argento, chiodato di undici pezzi di rosso, racchiudente una fava d'oro; alla bordura dello stesso, caricata di undici tortelli del campo) |
|        | Ferfay Écartelé : au 1, d'or à la bande d'azur chargée de trois fleurs de lis d'argent posées à plomb ; au 2, d'argent à trois tourteaux de gueules ; au 3, d'argent à deux bandes d'azur ; au 4, de sable plain, au chef d'argent chargé de trois merles de sable ; sur le tout, d'argent à la lampe de mineur de sable, allumée d'or et surmontée d'un fer à cheval de sable. (Inquartato: nel 1º d'oro, alla banda di azzurro, caricata di tre gigli d'argento, posti a piombo; nel 2º d'argento, a tre tortelli di rosso; nel 3º d'argento, a due bande di azzurro; nel 4º di nero pieno, con il capo d'argento, caricato di tre merli di nero; sul tutto d'argento, alla lampada da minatore di nero, accesa d'oro e sormontata da un ferro di cavallo di nero) |
|        | Ferques De gueules à la bande fuselée de cinq pièces d’or. (di rosso, alla banda di cinque fusi d'oro) |
|        | Festubert Taillé : au 1) d’argent à la fasce de gueules, au 2) de gueules à la fasce vivrée d’argent. (tagliato: nel 1º d'argento, alla fascia di rosso; nel 2º di rosso, alla fascia increspata d'argento) |
|        | Feuchy D'or à la croix ancrée de gueules, au chef parti au I du même fretté de douze pièces du champ, au 2) d’argent au lion contourné de sable armé et lampassé aussi de gueules. (d'oro, alla croce ancorata di rosso; al capo partito: nel 1º dello stesso cancellato di dodici pezzi del campo; nel 2º d'argento, al leone rivoltato di nero, armato e lampassato pure di rosso) |
|        | Ficheux D'argent à trois poules de sable, becquées et membrées de gueules. (d'argento, a tre galline di nero, imbeccate e membrate di rosso) |
|        | Fiefs D'azur à cinq fusées accolées d’argent rangées en fasce. (d'azzurro, alla fascia di cinque fusi accollati d'argento) |
|        | Fiennes D'argent, au lion de sable, armé et lampassé de gueules.. (d'argento, al leone di nero, armato e lampassato di rosso) |
|        | Fillièvres D'azur au chevron d'argent accompagné de trois amphores du même. (d'azzurro, allo scaglione d'argento accompagnato da tre anfore dello stesso) |

### Fk - Fp
| Stemma | Nome del comune e blasonatura |
| ------ | --- |
|        | Fléchin Fascé d'or et de sable de six pièces, au lion de gueules brochant sur le tout. (fasciato d'oro e di nero, al leone di rosso attraversante) |
|        | Flers Écartelé au 1) et 4) d’azur aux trois dragons couronnés d’or, vomissant des flammes du même, au 2) et 3) d’or à la croix ancrée de gueules. (inquartato: nel 1º e 4º d'azzurro, a tre draghi coronati d'oro, vomitanti fiamme dello stesso; nel 2º e 3º d'oro, alla croce ancorata di rosso) |
|        | Fleurbaix Écartelé : au 1er d'or à la croix ancrée de gueules, au 2e d'argent au cerisier de sinople sur un tertre du même et fruité de gueules, au 3e d'argent fretté de sable, au 4e d'azur à la bougie allumée d'argent enfilée dans une couronne du même [joyel]. (inquartato: nel 1º d'oro, alla croce ancorata di rosso; nel 2º d'argento, al ciliegio di verde su un colle dello stesso e fruttato di rosso; nel 3º d'argento cancellato di nero; nel 4º d'azzurro alla candela allumata d'argento infilata in una corona dello stesso)                                             |
|        | Fleury De gueules à la fasce vivrée d’argent. (di rosso, alla fascia increspata d'argento) |
|        | Floringhem D’or aux trois huchets contournés de gueules, enguichés, virolés, pavillonnés et embouchés d’argent, au chef de beffroi d’une tire. (d'oro, a tre corni da caccia rivoltati di rosso, imboccati, legati e guarniti d'argento; al capo di vaio di una fila) |
|        | Foncquevillers De gueules à la fasce d’argent, accompagné en chef de deux merlettes du même et en pointe à dextre d’une crosse d’or et à senestre d’un guidon d’argent chargé d’une aigle de sable et attaché à une hampe aussi d’or à dextre, le tout accosté de deux fleurs de lys du même. (di rosso, alla fascia d'argento, accompagnata in capo da due merlotti dello stesso e in punta a destra da un pastorale e a sinistra da un guidone d'argento caricato di un'aquila di nero e unito a un'asta pure d'oro posto alla sua destra, il tutto accostato da due gigli dello stesso) |
|        | Fontaine-l'Étalon Écartelé : au 1) et au 4) d’argent aux quatre chevrons de gueules, au 2) et3) d’argent au chef de gueules. (inquartato: nel 1º e 4º d'argento, a quattro scaglioni di rosso; nel 2º e 3º d'argento al capo di rosso) |
|        | Fontaine-lès-Boulans D’azur à la bande d’argent chargée de trois flanchis de gueules. (d'azzurro, alla banda d'argento caricata di tre crocette di rosso poste a piombo) |
|        | Fontaine-lès-Croisilles Écartelé au 1) et 4) de gueules à la tête de léopard d’or, lampassée du champ, au 2) et 3) d'or au créquier arraché de gueules ; sur le tout de gueules aux dix losanges accolées d’or ordonnées 3.3.3 et 1. (inquartato: nel 1º e 4º di rosso, alla testa di leopardo d'oro, lampassata del campo; nel 2º e 3º d'oro, al vepre sradicato di rosso; sul tutto di rosso, a dieci losanghe accollate d'oro ordinate 3, 3, 3 e 1) |
|        | Fontaine-lès-Hermans D'azur à la fasce ondée d’argent bordée d’or chargée de cinq besants cousus d’or. (d'azzurro, alla fascia ondata d'argento bordata d'oro, caricata di cinque bisanti saldati dello stesso) |
|        | Fortel-en-Artois D'argent au coq hardi de sable, becqué, crêté, barbé et membré de gueules. (d'argento, al gallo ardito di nero, imbeccato, crestato, bargigliato e membrato di rosso) |
|        | Fosseux De gueules aux deux jumelles d’argent. (di rosso a due gemelle d'argento) |
|        | Foufflin-Ricametz De gueules aux trois coquilles d’or. (di rosso, a tre conchiglie d'oro) |
|        | Fouquereuil De gueules aux trois épi de blé d’or arqués vers la senestre, au fer à cheval du même brochant, senestré d’une lampe de mineur d’argent. (di rosso, a tre spighe di grano d'oro, curvate verso sinistra, al ferro di cavallo dello stesso attraversante, sinistrate da una lampada da minatore d'argento) |
|        | Fouquières-lès-Béthune D'or à la tête de maure de sable, tortillé d’argent, accompagné de trois roses de gueules. (d'oro, alla testa i moro di nero, attortigliata d'argento, accompagnata da tre rose di rosso) |
|        | Fouquières-lès-Lens D'azur à l’écusson d’or, au chef cousu de gueules chargé de trois fermaux aussi d’or. (d'azzurro, allo scudetto d'oro; al capo cucito di rosso, caricato di tre fibbie pure d'oro) |

### Fq - Fz
| Stemma | Nome del comune e blasonatura |
| ------ | --- |
|        | Framecourt écartelé au 1) et 4) d’azur à la coquille d’or, au 2) et 3) d’or plain. (inquartato: nel 1º e 4º d'azzurro, alla conchiglia d'oro; nel 2º e 3º d'oro pieno) |
|        | Frémicourt d’or aux trois arbres arrachés de sinople, à la bordure de dix compons, le premier contre vairé d’or et d’azur le second d’argent à l’aigle de sable et ainsi de suite alternés. (d'oro, a tre alberi sradicati di verde; alla bordura composta di dieci pezzi: il primo controvaiato d'oro e d'azzurro, il secondo d'argento, all'aquila di nero e così via alternati) |
|        | Frencq d’argent aux deux fasces de gueules, chaque fasce du champ chargée d’une rose aussi de gueules. (d'argento, a due fasce di rosso, ogni fascia del campo caricata di una rosa pure di rosso) |
|        | Fresnes-lès-Montauban de gueules aux trois hamaides d’argent, au franc-canton senestre d’or chargé d’une croix ancrée du champ. (di rosso, a tre amaidi d'argento; al canton franco a sinistra d'oro, caricato di una croce ancorata del campo) |
|        | Fresnicourt-le-Dolmen écartelé au 1) et 4) d’or au lion de gueules, armé et lampassé d’azur, au 2) et 3) de gueules au dolmen d’or. (inquartato: nel 1º e 4º d'oro, al leone di rosso, armato e lampassato d'azzurro; nel 2º e 3º di rosso, al dolmen d'oro) |
|        | Fresnoy d’azur à la bande d’argent chargé de trois escarboucles pommetées de gueules. (d'azzurro, alla banda d'argento, caricata di tre raggi di carbonchio pomettati di rosso) Formula: 01:AZU+(PO:BAN:ARG+3CRBN:RUB/POMTS) |
|        | Fresnoy-en-Gohelle de sable au château de trois tours d’or, pavillonnées et girouettés du même, ouvert et ajouré du champ, au chef aussi d’or chargé d’un arbre de sinople futé du champ. (di nero, al castello di tre torri d'oro, padiglionato e banderuolato dello stesso, aperto e finestrato del campo; al capo pure d'oro, caricato di un albero di verde fustato del campo) |
|        | Fressin d’or au créquier arraché de gueules, au chef du même chargé d’un bélier du champ. (d'oro, al vepre sradicato di rosso; al capo dello stesso, caricato di un ariete del campo) |
|        | Fréthun d’azur à la fasce d’argent chargée de trois tours de gueules, ouvertes et maçonnées de sable. (d'azzurro, alla fascia d'argento caricata di tre torri di rosso, aperte e murate di nero) |
|        | Frévent d’azur au chevron accompagné d’un besant en chef à dextre, de deux croissants en chef à senestre et en pointe, le tout d’argent. (d'azzurro, allo scaglione accompagnato da un bisante in capo a destra, e da due crescenti in capo a sinistra e in punta, il tutto d'argento)                                                                                             |
|        | Frévillers d’azur aux trois croissants d’or. (d'azzurro, a tre crescenti d'oro) |
|        | Frévin-Capelle d’argent fretté de seize pièces d’azur, au franc-canton du même chargé d’une merlette du champ. (d'argento, cancellato di sedici pezzi d'azzurro; al canton franco dello stesso, caricato di un merlotto del campo) Formula: 06:CNC:ARG/AZU/16+(PO:CFR:AZU+MRLA:ARG)                                                                                                |
|        | Fruges d’argent au lion de sable armé et lampassé de gueules, au chef du même chargé de trois coqs du champ. (d'argento, al leone di nero, armato e lampassato di rosso; al capo dello stesso, caricato di tre galli del campo) |

## G

### Ga - Go
| Stemma | Nome del comune e blasonatura |
| ------ | --- |
|        | Galametz D’argent fretté de douze pièces de gueules, au franc-quartier d’hermine. (d'argento, cancellato di dodici pezzi di rosso, al quartier franco d'armellino) Formula: 06:CNC:ARG/RUB/12+PO:QFR:ARM |
|        | Gauchin-Verloingt de sinople à la bande d’argent. (di verde, alla banda d'argento) |
|        | Gaudiempré de sinople à la fasce ondée d’argent, accompagnée en chef à dextre d’un soleil d’or. (di verde, alla fascia ondata d'argento, accompagnata in capo a destra da un sole d'oro) |
|        | Gavrelle écartelé : au 1) et au 4) d’or à la croix ancré de gueules, au 2) et 3) d’argent à la merlette de sable. (inquartato: nel 1º e 4º d'oro, alla croce ancorata di rosso; nel 2º e 3º d'argento, al merlotto di nero) |
|        | Gennes-Ivergny de sinople à l’aigle d’argent cantonnée d’un soleil d’or. (di verde, all'aquila d'argento, accompagnata in capo a destra d un sole d'oro) |
|        | Givenchy-en-Gohelle d'argent à trois merlettes de sable à plomb rangées en barre, au franc-canton de gueules (d'argento, a tre merlotti di nero posti a piombo e ordinati in sbarra, al canton franco di rosso) |
|        | Givenchy-le-Noble d’azur à l’agneau d’argent paissant sur une terrasse de sinople, au chef du même chargé d’un croissant versé aussi d’argent accosté de deux étoiles du même. (d'azzurro, all'agnello d'argento passante su una terrazza di verde; al capo dello stesso, caricato da un crescente rovesciato pure d'argento, accostato da due stelle dello stesso)                                                                 |
|        | Givenchy-lès-la-Bassée d’or aux trois huchets de sinople, pavillonnés et virolés d’argent, enguichées de gueules. (d'oro, a tre corni da caccia di verde, aperti e guarniti d'argento, legati di rosso) |
|        | Gomiécourt d’or à la bande de sable chargée d’une mitre accostée de deux têtes de léopard, le tout du champ posé à plomb . (d'oro, alla banda di nero, caricata di una mitra accostata da due teste di leopardo, il tutto del campo e posto a piombo) |
|        | Gommecourt bandé de vair et de gueules de six pièces, les bandes de gueules chargé de cinq feuilles de chêne d’or ordonnées 2.2.1. (bandato di vaio e di rosso, le bande di rosso caricate di cinque foglie di quercia d'oro ordinate 2, 2, 1) |
|        | Gonnehem d’azur au soleil d’or en pointe, au pal diminué de gueules brochant, accosté en chef de deux fleurs de lys aussi d’or, à la fasce du même chargée d’un fouan (taupe) de sable brochant sur le tout. (d'azzurro, al sole d'oro in punta, al palo diminuito di rosso attraversante, accostato i capo da due gigli pure d'oro, alla fascia dello stesso, caricata di una talpa di nero, attraversante sul tutto)              |
|        | Gosnay d’argent à la fasce de gueules, aux deux crosses de sable passées en sautoir brochant sur le tout, chargées en cœur d’une couronne comtale d’or. (d'argento, alla fascia di rosso, a due pastorali di nero passati in decusse attraversanti sul tutto, caricati in cuore da una corona comitale d'oro) |
|        | Gouves d’azur au pal d’argent chargé de trois tourteaux de sinople. (d'azzurro, al palo d'argento caricato di tre tortelli di verde) |
|        | Gouy-en-Artois d’hermine au chef de sable chargé d’un lambel cousu de gueules. (d'armellino, al capo di nero caricato di un lambello cucito di rosso) |
|        | Gouy-en-Ternois parti : au 1) d’or aux deux plumes d’oie de sinople passées en sautoir, au 2) de sinople aux trois gerbe de blé d’or. (partito: nel 1º d'oro, a due piume d'oca di verde passate in decusse; nel 2º di verde, a tre covoni di grano d'oro) |
|        | Gouy-Saint-André de sinople au sautoir, cantonné au 1) d’une étoile, au 2) d’un cerf contourné mouvant du flanc dextre, au 3) d’une sanglier mouvant du flanc senestre et au 4) d’un levrier, le tout d’or. (di verde, alla croce di Sant'Andrea accantonata in 1) da una stella, in 2) da un cervo rivoltato movente dal fianco destro, in 3) da un cinghiale movente dal fianco sinistro e in 4) da un levriere, il tutto d'oro ) |
|        | Gouy-Servins fascé d’or et d’azur de huit pièces, au franc canton aussi d’azur chargé d’un croissant aussi d’or. (fasciato d'oro e d'azzurro di otto pezzi, al canton franco pure d'azzurro caricato di un crescente pure d'oro) |
|        | Gouy-sous-Bellonne d’or à l’escarboucle fleurdelysée de sable, chargé en cœur d’un rubis de gueules, au chef d’azur chargé de trois gerbes de blé d’or. (d'oro, al raggio di carbonchio gigliato di nero, caricato in cuore da un rubino di rosso; al capo d'azzurro caricato di tre covoni di grano d'oro) Formula: (01:AUR+CRBN:NIG/FLORI/CARCT:POABS:(PYRP:RUB))+(PO:CHE:AZU+3MNPL:AUR/ORBAR)                                    |

### Gp - Gz
| Stemma | Nome del comune e blasonatura |
| ------ | --- |
|        | Graincourt-lès-Havrincourt échiqueté d’azur et d’or au chef d’hermine. (scaccato d'azzurro e d'oro, al capo d'armellino) |
|        | Grand-Rullecourt de gueules au chef d’or chargé de trois molettes de cinq rais de sable. (di rosso, al capo d'oro caricato di tre rotelle di sperone di cinque raggi di nero) |
|        | Grenay taillé au 1) d’or à l’arbre de sinople, au second de sinople à l’escarboucle fleurdelysée d’or. (tagliato: nel 1º d'oro, all'albero di verde; nel 2º di verde, al raggio di carbonchio gigliato d'oro) Formula: 14:\1\(01:AUR+ARBO:VIR)\2\(01:VIR+CRBN:AUR/FLORI)                                                                              |
|        | Grévillers d’azur au chevron d’or accompagné de trois chandeliers du même. (d'azzurro, allo scaglione d'oro accompagnato da tre candelieri dello stesso) |
|        | Grigny de gueules à la bande d’argent chargée de trois flanchis du champ posés à plomb. (di rosso, alla banda d'argento, caricata di tre crocette di Sant'Andrea del campo poste a piombo) |
|        | Grincourt-lès-Pas parti : au 1) d’argent à la vierge d’incarnation, tenant l’enfant Jesus du même, vêtus d’azur, au 2) parti emmanché de gueules et d’argent. (partito: nel 1º d'argento, alla Vergine di carnagione, tenente il bambino Gesù dello stesso, entrambi vestiti d'azzurro; nel 2º partito inchiavato di rosso e d'argento)               |
|        | Groffliers écartelé en sautoir au 1) et 3) et 4) d’or à la mouette de sinople, au 2) d’argent à la mouette de sinople : au sautoir de gueules brochant sur l’écartelé. (inquartato in decusse: nel 1º, 3º e 4º d'oro, al gabbiano di verde; nel 2º d'argento, al gabbiano di verde; alla croce di Sant'Andrea di rosso attraversante sull'inquartato) |
|        | Guarbecque d’argent vêtu de gueules à la tête de léopard du même. (d'argento vestito di rosso, alla testa di leopardo dello stesso) |
|        | Guémappe d’or à la croix de gueules chargée en cœur d’une losange du champ, cantonnée de quatre alérions d’azur. (d'oro, alla croce di rosso, caricata in cuore da una losanga del campo, accantonata da quattro alerioni d'azzurro) |
|        | Guemps d'azur à l'aigle au vol abaissé d'argent armée et lampassée de gueules, à la rivière en fasce abaissée aussi d'argent brochant sur le tout. (d'azzurro, all'aquila dal volo abbassato d'argento, armata e lampassata di rosso, al fiume in fascia abbassata, pure d'argento, attraversante sul tutto)                                          |
|        | Guigny de sable à la bande d’or, accompagnée de six aiglettes du même ordonnées en orle. (di nero, alla banda d'oro, accompagnata da sei aquilotti dello stesso, ordinati in orlo) |
|        | Guinecourt d’argent fretté de quatorze pièces de sable, au franc-canton du même chargé d’un arbre sec arraché du champ. (d'argento cancellato di quattordici pezzi di nero, al canton franco dello stesso, caricato di un albero secco sradicato del campo) Formula: 06:CNC:ARG/NIG/14+(PO:CFR:NIG+ARBO:ARG/ARIDS/EVULS)                              |
|        | Guînes vairé d'azur et d'or, au chef d'azur chargé de trois fleurs de lys d'or. (vaiato d'azzurro e d'oro, al capo d'azzurro caricato di tre gigli d'oro) |
|        | Guisy parti : au 1) d’or à la croix ancrée de gueules, au 2) de sable à l’aigle d’or. (partito: nel 1º d'oro, alla croce ancorata di rosso; nel 2º di nero, all'aquila d'oro) |

## H

### Ha - Hd
| Stemma | Nome del comune e blasonatura |
| ------ | --- |
|        | Habarcq fascé d’or et de gueules de huit pièces. (fasciato d'oro e di rosso di otto pezzi) |
|        | Haillicourt de gueules aux trois croisettes ancrées d’argent . (di rosso, a tre crocette ancorate d'argento) |
|        | Haisnes d’argent à la divise ondée d’or, accompagnée en chef de trois gerbe de blé aussi cousues d’or, liées de sable, surmontées d’une jumelles ondée d’azur, et en pointe d’un wagonnet de sable poussé par un mineur du même. (d'argento, alla divisa ondata d'oro, accompagnata in capo da tre covoni di grano pure saldati d'oro, legati di nero, sormontati da una gemella ondata d'azzurro, e in punta da un vagoncino di nero spinto da un minatore dello stesso) |
|        | Halinghen d'or au dauphin de gueules accompagné de trois tourteaux du même, au chef d'azur chargé d'un soleil du champ. (d'oro, al delfino di rosso, accompagnato da tre tortelli di rosso; al capo d'azzurro, caricato di un sole del campo) |
|        | Hallines d'or à la bande fusellée de gueules. (d'oro, alla banda di fusi di rosso) |
|        | Halloy de sable au lion d'or, au franc-canton d'argent chargé d'un arbre arraché de sinople. (di nero, al leone d'oro, al canton franco d'argento, caricato di un albero sradicato di verde) |
|        | Ham-en-Artois d'azur à l'aigle d'argent. (d'azzurro, all'aquila d'argento) |
|        | Hamblain-les-Prés coupé : au 1) de gueules à la croix ancrée d'or, au 2) d'argent au lion de gueules, armé, lampassé et couronné d'or. (troncato: nel 1º di rosso, alla croce ancorata d'oro; nel 2º d'argento, al leone di rosso, armato, lampassato e coronato d'oro) |
|        | Hamelincourt écartelé au 1) et au 4) de gueules à l éecusson d'or chargé d'une croix ancrée du champ, au 2) et 3) d'azur à la fasce d'or. (inquartato: nel 1º e 4º di rosso, allo scudetto d'oro caricato di una croce ancorata del campo; nel 2º e 3º d'azzurro, alla fascia d'oro) |
|        | Hames-Boucres de sinople aux deux églises affrontées d'argent, ajourées du champ. (di verde, a due chiese affrontate d'argento, finestrate del campo) |
|        | Hannescamps écartelé : au 1) et 4) d'azur fretté de six pièces au 2) et 3) d'azur aux trois jumelles d'or. (inquartato: nel 1º e 4º d'azzurro, cancellato di sei pezzi d'oro; nel 2º e 3º d'azzurro, a tre gemelle d'oro) |
|        | Haplincourt d'argent à la croix ancrée de sinople chargée en cœur d'une molette d'or. (d'argento, alla croce ancorata di verde, caricata in cuore di una rotella di sperone d'oro) |
|        | Haravesnes de gueules à l'écusson d'argent accompagné de huit merlettes du même ordonnées en orle. (di rosso, allo scudetto d'argento, accompagnato da otto merlotti dello stesso ordinati in orlo) |
|        | Hardinghen écartelé au 1) et 4) d'or aux trois belettes passantes de gueules rangées en pal, au 2) et 3) d'argent au lion de sable. (inquartato: nel 1º e 4º d'oro, a tre donnole passanti di roso ordinate in palo; nel 2º e 3º d'argento, al leone di nero) |
|        | Harnes de gueules aux trois clefs d'or. (di rosso, a tre chiavi d'oro) |
|        | Haucourt de sinople à la croix engrêlée d'argent chargé d'une crosse épiscopale d'azur. (di verde, alla croce spinata d'argento, caricata di un pastorale d'azzurro) |
|        | Haut-Loquin burelé d'argent et d'azur, aux trois merlettes de sable rangées en pal, au franc-canton d'or au lion aussi d'azur. (burellato d'argento e d'azzurro, a tre merlotti di nero ordinati in palo; al canton franco d'oro, al leone pure d'azzurro) |
|        | Haute-Avesnes d'hermine à l'écusson de gueules chargé d'une tour de sable, maçonnée aussi de gueules. (d'armellino, allo scudetto di rosso, caricato di una torre di nero, murata pure di rosso) |
|        | Hautecloque de gueules à la fasce d'or, accompagnée de trois coquilles d'or rangées en chef et d'un oiseau du même en pointe. (di rosso, alla fascia d'oro, accompagnata da tre conchiglie pure d'oro ordinate in capo e da un uccello dello stesso in punta) |
|        | Hauteville écartelé : au 1) et 4) d'argent à la fasce de sable chargé de trois molettes de cinq rais du champ, au 2) et 3) de sable aux trois lionceaux d'argent. (inquartato: nel 1º e 4º d'argento, alla fascia di nero, caricata di tre rotelle di sperone di cinque raggi del campo; nel 2º e 3º di nero, a tre lioncelli d'argento) |
|        | Havrincourt coupé : au 1) de sinople au lion léopardé d'or, au second d'hermine plain ; à la divise de sable brochant sur la partition. (troncato: nel 1º di verde, al leone leopardato d'oro; nel 2º d'armellino pieno; alla divisa di nero attraversante sulla partizione) |

### He - Hk
| Stemma | Nome del comune e blasonatura |
| ------ | --- |
|        | Hébuterne d'azur aux sept besants d'or ordonnés 3.3.1, au chef du même chargé d'une croisette ancrée de gueules. (d'azzurro, a sette bisanti d'oro ordinati 3, 3, 1; al capo dello stesso caricato di una crocetta ancorata di rosso) |
|        | Helfaut parti : au 1) d'azur à la colonne d'argent au 2) de gueules aux trois pommes de pin renversées d'or. (partito: nel 1º d'azzurro, alla colonna d'argento; nel 2º di rosso, a tre pigne rovesciate d'oro) |
|        | Hendecourt-lès-Cagnicourt d'azur aux deux chevrons d'argent, soutenus d'une molette du même. (d'azzurro, a due scaglioni d'argento, sostenuti da una rotella di sperone dello stesso) |
|        | Hendecourt-lès-Ransart d'azur aux trois gerbes de blé d'or, liées de gueules. (d'azzurro, a tre covoni di grano d'oro, legati di rosso) |
|        | Hénin-Beaumont de sinople au cheval d'argent bridé et sellé de sable passant sur une terrasse de gueules (di verde, al cavallo d'argento bardato e sellato di nero, passante su una terrazza di rosso) |
|        | Hénin-sur-Cojeul d'or à la bande de sable chargée de deux crosse du champ passées en sautoir. (d'oro, alla banda di nero, caricata di due pastorali del campo passati in decusse) |
|        | Héninel d'or au cerf se sable, vêtu de sinople. (d'oro, al cervo di nero, vestito di verde) |
|        | Henneveux de sable au lion d'argent, armé et couronné d'or, lampassé de gueules. (di nero, al leone d'argento, armato e coronato d'oro, lampassato di rosso) |
|        | Hénu d'azur à l'écusson d'or chargé d'un arbre arraché de sinople. (d'azzurro, allo scudetto d'oro caricato di un albero sradicato di verde) |
|        | Herbelles d'azur au chevron d'or, accompagné en chef de deux trèfles d'argent et en pointe d'un oiseau du même. (d'azzurro, allo scaglione d'oro, accompagnato in capo da due trifogli d'argento e in punta da un uccello dello stesso) |
|        | Herbinghen fascé d'or et d'azur de huit pièces, au franc-quartier de gueules chargé d'un lion d'argent. (fasciato d'oro e d'azzurro di otto pezzi, al quartier franco di rosso caricato di un leone d'argento) |
|        | Héricourt deux écus accolès : D'argent à la croix de gueules chargée de cinq coquilles du champ D'azur au croissant d'or, accompagné de cinq étoiles d'argent, trois en chef 2.1 et 2 en pointe. (due scudi accollati: d'argento, alla croce di rosso caricata di cinque conchiglie del campo d'azzurro, al crescente d'oro, accompagnato da cinque stelle d'argento, tre in capo, 2, 1, e 2 in punta)                                                                                      |
|        | La Herlière d'azur à la bande d'argent, chargée de trois flanchis écotés de gueules, accompagnée de deux molettes de cinq rais aussi d'argent. (d'azzurro, alla banda d'argento, caricata di tre crocette di Sant'Andrea noderose di rosso, accompagnata da due rotelle di sperone di cinque raggi pure d'argento) |
|        | Herlin-le-Sec de gueules à l'écusson d'argent chargé d'un léopard de sinople. (di rosso, allo scudetto d'argento, caricato di un leopardo di verde) |
|        | Herlincourt d'azur au chevron d'or soutenu d'un croissant d'argent. (d'azzurro, allo scaglione d'oro sostenuto da un crescente d'argento) |
|        | Herly de gueules à la bande engrêlée d'or, accompagnée en chef d'un lion d'argent et en pointe d'une roue de huit rayons du même. (di rosso, alla banda spinata d'oro, accompagnata in capo da un leone d'argento e in punta da una ruota di otto raggi dello stesso) |
|        | Hermaville de sable aux trois coquilles d'or. (di nero, a tre conchiglie d'oro) |
|        | Hermelinghen d'argent à la fasce ondée d'azur chargé de deux merlettes du champ, accompagnée de trois merlettes de sable rangées en chef d'une merlette du même en pointe. (d'argento, alla fascia ondata d'azzurro, caricata di due merlotti del campo, accompagnata da tre merlotti di nero ordinati nel capo e da un merlotto dello stesso in punta) |
|        | Hermies de sinople au vol abaissé d'argent, à la bordure du même. (di verde, al volo abbassato d'argento; alla bordura dello stesso) |
|        | Hermin parti : au 1) de gueules aux trois trèfles d'or ordonnés en chevron couché, au 2) fascé de vair et de gueules de six pièces. (partito: nel 1º di rosso, a tre trifogli d'oro ordinati in scaglione coricato; nel 2º fasciato di vaio e di rosso) |
|        | Hernicourt fascé d'or et d'azur de huit pièces aux trois lionceaux de gueules rangés en chef brochant sur les deux premières fasces. (fasciato d'oro e d'azzurro di otto pezzi, a tre lioncelli di rosso, ordinati in capo, attraversanti sulle prime due fasce) |
|        | Hersin-Coupigny parti : au 1) d'hermine au croissant de sable, au 2) d'azur à l'écusson d'or. (partito: nel 1º d'armellino, al crescente di nero; nel 2º d'azzurro, allo scudetto d'oro) |
|        | Hervelinghen écartelé : au 1) et au 4) d'argent aux trois fasces de gueules, au 2) d'argent aux trois doloires de gueules, au 3) d'argent aux trois doloires de gueules mal ordonnées ; à la cloche d'azur brochant en cœur sur l'écartelé. (inquartato: nel 1º e 4º d'argento, a tre fasce di rosso; nel 2º d'argento, a tre doloire di rosso; nel 3º d'argento, a tre doloire di rosso male ordinate; alla campana d'azzurro attraversante in cuore sull'inquartato)                      |
|        | Hesdigneul-lès-Béthune d'or au franc-canton de gueules chargé d'une rose d'argent. (d'oro, al canton franco di rosso, caricato di una rosa d'argento) |
|        | Hesdigneul-lès-Boulogne écartelé d'or et d'argent à la croix de gueules brochant sur l'écartelé. (inquartato d'oro e d'argento, alla croce di rosso attraversante sull'inquartato) |
|        | Hesdin parti d'argent et de gueules aux deux étoiles de l'un et de l'autre rangées en chef. (partito d'argento e di rosso, a due stelle dell'uno nell'altro, ordinate in capo) |
|        | Hesdin-l'Abbé d'or aux deux crosses de sable passées en sautoir, cantonnées en chef d'un massacre de cerf du même, aux flancs et en pointe de trois tourteaux de gueules. (d'oro, a due pastorali di nero passati in decusse, accantonati in capo da un massacro di cervo dello stesso, ai fianchi e in punta da tre torte di rosso) |
|        | Hesmond Ecartelé au 1) et 4) de gueules au château de trois tours couvertes d'or, la tour du centre donjonnée et les tours des flancs girouettées du même, ouvert, ajouré et maçonné de sable, au 2) et 3) d'or au créquier arraché de gueules. (inquartato: nel 1º e 4º di rosso, al castello di tre torri coperte d'oro, la torre centrale torricellata e quelle laterali banderuolate dello stesso, aperto, finestrato e murato di nero; nel 2º e 3º d'oro, al vepre sradicato di rosso) |
|        | Hestrus écartelé au 1) et au 4) d'azur au chevron d'or accompagné de trois gerbes de blé du même, au 2) et 3) d'argent à l'aigle de sable. (inquartato: nel 1º e 4º d'azzurro, allo scaglione d'oro accompagnato da tre covoni di grano dello stesso; nel 2º e 3º d'argento, all'aquila di nero) |
|        | Heuchin D'or à la croix de gueules, à la bordure engrelée de sable. (D'oro, alla croce di rosso, alla bordura spinata di nero) |
|        | Heuringhem de sinople à l'écusson d'argent chargé d'un plan de bruyère de gueules, tigé et feuillé du champ. (di verde, allo scudetto d'argento, caricato di una pianta d'erica di rosso, fustata e fogliata del campo) |
|        | Hézecques d'argent au chevron de sable accompagné de trois merlettes de sable. (d'argento, allo scaglione di nero, accompagnato da tre merlotti dello stesso) |
|        | Hinges d'azur à la fleur de lys d'or en pointe surmonté de deux étoiles du même, au chef aussi d'or chargé d'une étoile cousue d'argent. (d'azzurro, al giglio d'oro in punta, sormontato da due stelle dello stesso; al capo pure d'oro, caricato di una stella saldata d'argento) |

### Hl - Hz
| Stemma | Nome del comune e blasonatura |
| ------ | --- |
|        | Hocquinghen d'azur à la bande d'or chargé de trois trèfles de sinople posés à plomb, accompagnée de deux chevronnels d'argent. (d'azzurro, alla banda d'oro caricata di tre trifogli di verde posti a piombo, accompagnata da due scaglionetti scorciati d'argento) |
|        | Houchin d'or à la croix alésée de gueules, au franc-canton du même chargé de trois losanges du champ. (d'oro, alla croce scorciata di rosso, al canton franco dello stesso, caricato di tre losanghe del campo) |
|        | Houdain d'azur semé de fleurs de lys d'or et brisé en chef d'un lambel de gueules de trois pendants chargés chacun de trois petits châteaux aussi d'or rangés en pal, à l'écusson d'or en cœur chargé d'un créquier de sinople surmonté d'un lambel d'azur. (d'azzurro seminato di gigli d'oro, brisato in capo da un lambello di tre pendenti di rosso, ciascuno caricato di tre piccoli castelli pure d'oro ordinati in palo, allo scudetto d'oro in cuore, caricato di un vepre di verde sormontato da un lambello d'azzurro) |
|        | Houlle de gueules à la croix ancrée d'or, à la bordure componée de sable et d'argent de 12 pièces, les compons d'argent chargés chacun d'une grappe de genièvre. (di rosso, alla croce ancorata d'oro; alla bordura composta di nero e d'argento di dodici pezzi,i riquadri d'argento caricati ciascuno da un grappolo di ginepro) |
|        | Houvin-Houvigneul d'azur à Saint-Crépin d'or tenant de sa main senestre une palme du même. (d'azzurro, al San Crispino d'oro, tenente con la mano sinistra una palma dello stesso) |
|        | Hubersent de gueules au château essoré d'argent de deux tours crénellées du même, au chef d'or chargé de six fleurs de lys du champ. (di rosso, al castello coperto d'argento, di due torri merlate dello stesso; al capo d'oro, caricato di sei gigli del campo) |
|        | Huby-Saint-Leu Écartelé :au 1) d'or au créquier arraché de gueules, au 2) de sinople à la mitre d'argent au 3) de sinople au canon sur son affût d'argent, au 4) d'or au cerf de gueules (inquartato: nel 1º d'oro, al vepre sradicato di rosso; nel 2º di verde, alla mitra d'argento; nel 3º di verde, al cannone affustato d'argento; nel 4º d'oro, al cervo di rosso) |
|        | Huclier de gueules aux trois maillets d'or. (di rosso, a tre maglietti d'oro) |
|        | Hucqueliers fascé d'argent et de gueules de dix pièces au lion de sinople brochant sur le tout. (fasciato d'argento e di rosso di dieci pezzi, al leone di verde attraversante sul tutto) |
|        | Hulluch taillé: au 1er d'argent à la lampe de mineur de sable allumée de gueules, brochant sur un terril de sable ombré du champ, au 2e de gueules à trois gerbes de blé d'or ordonnées en orle. alias: De sable au casque de mineur d’argent, à la lampe de mineur du même brochant sur le casque, le tout soutenu d’un épi de blé d’or ployé en fasce. (di nero, al casco da minatore d'argento, alla lampada dello stesso attraversante, il tutto sostenuto da una spiga di grano d'oro posta in fascia)                      |
|        | Humbercamps contre-vairé d'or et d'azur, à la fasce d'or chargé d'un cerf de sable. (controvaiato d'oro e d'azzurro, alla fascia d'oro caricata di un cervo di nero) |
|        | Humbert d'or au sautoir de gueules chargé en cœur d'une molette d'argent. (d'oro, al decusse di rosso caricato in cuore da una rotella di sperone d'argento) |
|        | Humerœuille d'argent au lion de gueules. (d'argento, al leone di rosso) |
|        | Humières d'argent fretté de six pièces de sable. (d'argento, cancellato di sei pezzi di nero) Formula: 06:CNC:ARG/NIG/6 |